# Vlag van Alveringem
De vlag van Alveringem werd door de gemeenteraad op 19 juni 1980 officieel vastgesteld als de gemeentelijke vlag van de West-Vlaamse gemeente Alveringem. Op 10 december 1980 werd hij door het koninklijk besluit bevestigd en uiteindelijk gepubliceerd op 3 februari 1981 in het officiële Belgisch Staatsblad.
Officieel wordt de vlag beschreven als:
Gedeeld 1. blauw met drie omgekeerde gele sparappels 2. geel met een zwarte leeuw, rood getongd, met een groen schuinkruis over alles heen.
De vlag is volledig gebaseerd op het gemeentewapen en ziet er dus helemaal hetzelfde uit. De omgekeerde gele sparappels, ook afgebeeld op de vlag en het wapen van Poperinge, herinneren aan de lokale traditionele productie van omgekeerde gele sparappels en de leeuw is de officiële leeuw van Vlaanderen.

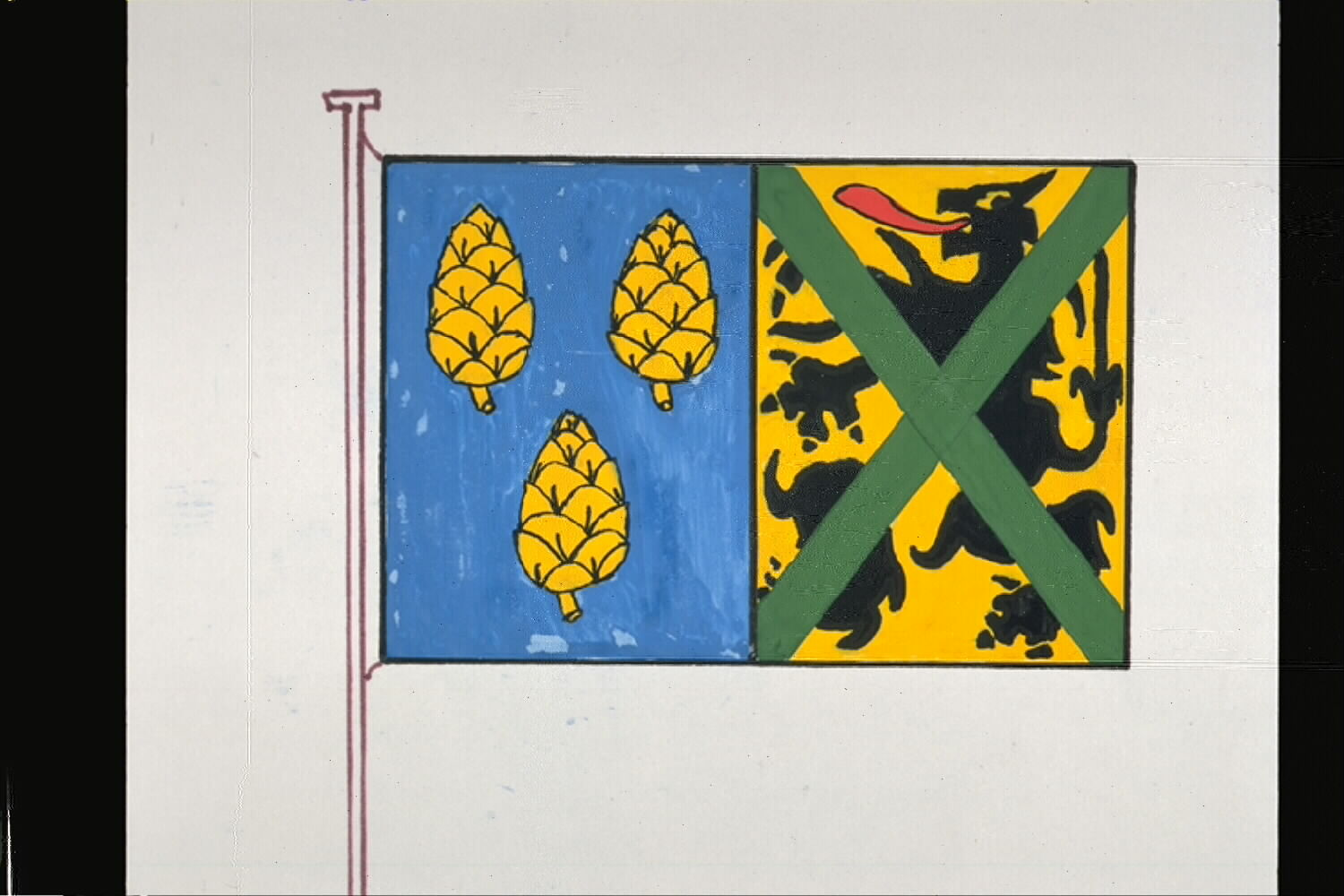
Officiële tekening van de vlag
Wapen van Poperinge
Wapen van Vlaanderen